# 家族の晩餐
『家族の晩餐』（かぞくのばんさん）は、1984年8月6日から同年9月24日まで、日本テレビ系列の『月曜スター劇場』（毎週月曜日21:00 - 21:54の枠で放送されたテレビドラマ。全8回。

## 概要・内容
阿久悠による同名小説（講談社、1982年）をドラマ化。離婚した女性が、女として母として、また一家を支える存在として、別れた夫やコーラスグループの仲間ら周りの人々との交流を交えながら描いたホームコメディ。
弓岡亜美子は、CMなどの音楽のバックでコーラスなどの仕事をするグループ「コーンスープ」のメンバーとして活動している。ある日、亜美子は夫・恭介と離婚することになり、娘の愛子と恭介の母・さわと一緒に“最後の晩餐”を囲むことになった。亜美子と恭介は深刻な雰囲気を嫌って明るく振る舞っていたが、愛子は二人を元の鞘に収めようとする。しかし二人にその気は無い。一方で亜美子は「コーンスープ」についても、今後についてさくら、明美と話し合うが三者三様の意見がぶつかり合って平行線をたどり、結論に至ることが出来ない。また愛子は毎月第1日曜日に恭介とデートするようになるが、後に陰惨さを帯び始めるようになるとは知らず…。

## キャスト
- 弓岡亜美子：倍賞美津子
37歳。離婚後は愛子、さわとマンションで同居。明るい性格。
- 山本明美：由紀さおり
35歳。「コーンスープ」メンバー。実力がある年下の夫を、理性的な判断が出来ないままに愛して、収入を全て夫に渡している。地味な性格。
- 富田さくら：加賀まりこ
40歳。「コーンスープ」のリーダー格。やや歌が下手な所があるが、歌に対する情熱は誰にも負けないという。独身で、男性遍歴が派手だが、全て仕事がらみとのこと。
- 弓岡愛子：大西結花（新人）
16歳、高校生。亜美子と恭介の娘。多感な時代を大人たちに囲まれて育ったことから、冷静かつナイーブな考えを持つ。
- 左右田真：平田満
- 片平洋：水上功治
- 恭介の恋人：岡本かおり
- 前川麻子
- 中帆登美
- 城戸恭介：山城新伍
45歳。亜美子の元夫。かつて天才と言われた、有名なトランペッター（原作では映画監督）だったがその後は世間から忘れられたような存在になり、アルコール依存症気味な日々を送る。昔から女癖の悪い所はあったが、父親となれば子煩悩な一面も持つ。
- 城戸さわ：藤間紫
61歳。恭介の母。マンションの家賃を半分は出していると主張し、亜美子と愛子の方に愛情を持っていることから、恭介とは別れて暮らす。わがままな性格だが根は優しい。

（出典：）

## スタッフ
- 原作：阿久悠（講談社・刊）
- 制作：山本時雄
- プロデューサー：川原康彦
- 脚本：重森孝子 （全話担当）
- 演出：小田切成明 （全話担当）
- 音楽：小川よしあき
- 製作：日本テレビ

主題歌
- 白雪姫BAND『ねこ噛んじゃった』 （作詞：阿久悠　作曲：奥慶一　発売元：ビクターエンタテインメント）

## サブタイトル
1. パパが逃げ出して… （1984年8月6日）
2. ママが突然キレイになって （1984年8月13日）
3. 午後四時の女たち （1984年8月20日）
4. パパがふられて、ママ恋愛中 （1984年8月27日）
5. パパとママに友情は生まれるか? （1984年9月3日）
6. ママが失業した日 （1984年9月10日）
7. 男と女に秋が来て （1984年9月17日）
8. 秋が深まる日の一人立ち （1984年9月24日）